# Svensktoppen 1981
Svensktoppen 1981 är en sammanställning av de femton mest populära melodierna på Svensktoppen under 1981.
Populärast var Santa Maria av Sten & Stanley/Sten Nilsson. Melodin fick sammanlagt 485 poäng under 10 veckor. Populärast från årets melodifestival var tvåan God morgon av Sweets 'n' Chips, som blev årets åttonde mest populära låt med 309 poäng under 9 veckor. Även fjärdeplacerade Rocky Mountain av Janne Lucas, som nådde tolfteplatsen med 287 poäng under 10 veckor. Populäraste artisterna var Kikki Danielsson (Sweets 'n' Chips) och Gyllene Tider med två melodier var på årssammanfattningen.

## Årets Svensktoppsmelodier 1981
| Nr | Artist                      | Titel                      | Poäng | Antal veckor |
| -- | --------------------------- | -------------------------- | ----- | ------------ |
| 1  | Sten & Stanley/Sten Nilsson | Santa Maria                | 485   | 10           |
| 2  | Svenne & Lotta              | Det är en härlig feeling   | 458   | 10           |
| 3  | Vikingarna                  | En fin gammal sång         | 408   | 10           |
| 4  | Bengt Pegefelt              | Köppäbävisan               | 378   | 10           |
| 5  | Mats Rådberg                | Vi glömmer det som var     | 374   | 10           |
| 6  | Stefan Borsch               | Johnny Blue                | 345   | 10           |
| 7  | Kikki Danielsson            | Är du på väg               | 326   | 10           |
| 8  | Sweets 'n' Chips            | God morgon                 | 309   | 9            |
| 9  | Cyndee Peters & Eddie Oliva | Oh Marie                   | 307   | 9            |
| 10 | Curt Haagers                | Du hänger väl med opp      | 305   | 8            |
| 11 | Schytts                     | Copenhagen                 | 295   | 10           |
| 12 | Janne Lucas                 | Rocky Mountain             | 287   | 10           |
| 13 | Gyllene Tider               | När vi två blir en         | 281   | 8            |
| 13 | Gyllene Tider               | (Kom så ska vi) Leva livet | 281   | 8            |
| 15 | Style                       | Vill ha dej                | 271   | 6            |